# Thur (Elveția)

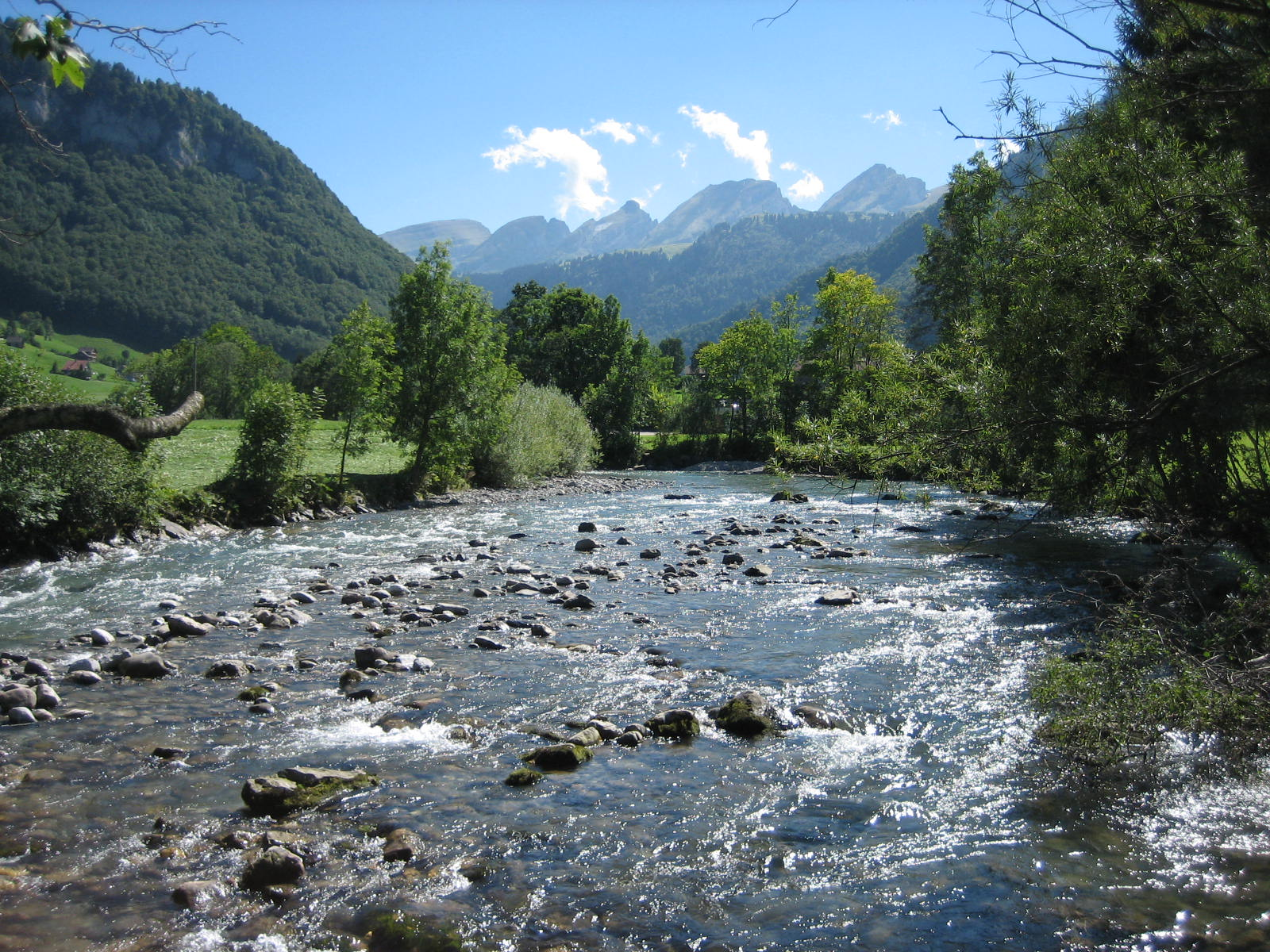
Thur (Elveția)

Thur este un afluent al Rinului, el este amplasat în cantoanele St. Gallen, Thurgau și Zürich;, fiind cel mai lung râu din Elveția de est. Numele provine de la termenul indo-german "dhu" (grăbitul). Thurul ia naștere prin confluența lui "Säntisthur" cu "Wildhauser" la localitatea "Unterwasser". Râul pe lungimea lui de 134,6 km, are o diferență de altitudine de 555 m, iar la Flaach se varsă în Rin.

Afluenți
Necker, Glatt, Sitter, Murg
Localități traversate
Unterwasser, Toggenburg, Lütisburg, Wil, Oberbüren, Bischofszell, Frauenfeld, Flaach
Bazin de colectare
1.696 km²